# Asphondylia obscura
Asphondylia obscura är en tvåvingeart som beskrevs av Peter Kolesik 2000. Asphondylia obscura ingår i släktet Asphondylia och familjen gallmyggor. Inga underarter finns listade i Catalogue of Life.